# Anita Bryant
Anita Jane Bryant (Barnsdall, Oklahoma, 25 de marzo de 1940-Edmond, Oklahoma, 16 de diciembre de 2024) fue una cantante estadounidense de música folklórica y góspel. Fue conocida por su campaña "Save Our Children" de 1977 a 1980, contra una ordenanza del estado de Florida que otorgaba el acceso de los homosexuales a puestos de trabajo y cargos públicos.

## Biografía
Al poco de nacer su hermana se divorciaron sus padres, por lo que vivió temporalmente con sus abuelos. Su abuelo le enseñó a cantar siendo muy pequeña. Comenzó a cantar a la edad de 2 años en la Primera Iglesia Bautista de Barnsdall. Ocasionalmente cantó en ferias y concursos de radio y televisión. A los 12 años, tuvo su programa de televisión "The Anita Bryant Show", que se transmitió por WKY.
Fue elegida Miss Oklahoma 1958 y quedó en segundo lugar en el concurso de belleza de Miss America con 19 años, tras graduarse en el Will Rogers High School de Tulsa, Oklahoma.
Se casó en 1960 con Bob Einar Green, un DJ de Miami, con el que tendría cuatro hijos. 

### Carrera
Su primer éxito fue la canción "Paper Roses" en 1959, seguida de "In My Little Corner of the World" en 1960, número 10 en Estados Unidos) y "Wonderland by Night" en 1961. Los álbumes Paper Roses, In My Little Corner of the World y Till There Was You han vendido cada uno más de un millón de copias. Grabó varios álbumes para las discográficas Carlton y Columbia. 
En 1965, con I Believe, avanzó hacia el evangelio, lo que también caracterizaría la música de sus otros álbumes.
En 1969 se convirtió en portavoz de la Florida Citrus Commission, para la que realizó varios anuncios publicitarios. También protagonizó anuncios para Coca-Cola y otras marcas. Eventos como la Super Bowl (liga de fútbol americano) también contaron con su colaboración.

### Save Our Children
En 1977 organizó la campaña Save Our Children con líderes evangélicos fundamentalistas, incluido el pastor Jerry Falwell, contra una ordenanza recientemente aprobada en el condado de Miami que prohibía la discriminación por razón de homosexualidad. Para Bryant, los homosexuales eran pecadores a los que había que 'ayudar' a cambiar. Dijo, entre otras cosas: «…esta gente se esconde detrás de pretextos jurídicos, para obtener el derecho de enseñar a nuestros niños que su modo de vida es una alternativa válida. […] Conduciré una cruzada para parar este movimiento como nadie nunca la ha visto en este país.»... y también sentenció «los homosexuales no se pueden reproducir tratan de reclutar a nuestros hijos".» Su organización recibió el apoyo de los grupos conservadores cristianos de todo el país y Jerry Falwell, pastor evangélico de gran fama por su programa televisivo, viajó hasta Miami para ayudarla.
Save Our Children consiguió que se organizara un referéndum contra dicha ordenanza, la cual fue rechazada con el 69% de los votos. Inmediatamente la campaña se extendió con éxito a otras ciudades donde se habían aprobado leyes similares, como Minnesota, Kansas y Oregón.
En febrero de 1977, Singer Corporation canceló una oferta para patrocinar un nuevo programa semanal de Bryant debido a actividades políticas controvertidas.
El 14 de octubre de 1977, durante una conferencia de prensa televisada en Des Moines (Iowa), dijo repetidamente que "ama a los homosexuales, pero odia su pecado". Unos minutos más tarde, Bryant se convirtió en una de las primeras personas en recibir un tartazo públicamente como un acto político. El activista por los derechos de los homosexuales Thom Higgins lanzó un pastel al rostro de Bryant, la cual bromeó: "Al menos es un pastel de frutas", haciendo un juego de palabras con el insulto despectivo de "fruta" para un hombre gay. Mientras estaba cubierta de pastel, comenzó a orar a Dios para que perdonara al activista "por su estilo de vida desviado" antes de estallar en lágrimas mientras las cámaras continuaban rodando. El esposo de Bryant dijo que no tomaría represalias, pero siguió a los manifestantes afuera y les arrojó un pastel.
Su acción causó muchas protestas en los Estados Unidos y Europa. Se organizó, con el apoyo de artistas como Barbra Streisand, Bette Midler, Paul Williams y Jane Fonda un boicot al zumo de naranja de Florida del cual Anita Bryant era imagen publicitaria cantando en varios anuncios. Aunque le renovaron el contrato un año más durante la campaña, después esto le hizo perder el contrato. En los Países Bajos se organizó un gran concierto de apoyo a la causa gay y en contra de su movimiento, y la cantante Zangeres Zonder Naam lanzó una canción de protesta directamente en su contra, una de las primeras en neerlandés que abogaba abiertamente por la causa gay.
En 1978, mientras era miembro de una iglesia bautista, se postuló para vicepresidenta de la Convención Bautista del Sur, pero perdió. Varios líderes no estuvieron de acuerdo con la forma en que ella rechazó los derechos civiles de los homosexuales.
La Comisión de Cítricos de Florida dejó que su contrato expirara después del divorcio, considerando que Bryant estaba "agotada". Luego puso a la venta su mansión de 34 habitaciones en Miami Beach y regresó con su madre en Oklahoma. Posteriormente fue contratada como cantante en parques de caravanas estáticas.

### Anita Bryant Ministries International
En 2006, fundó Anita Bryant Ministries International en la ciudad de Oklahoma.

## Vida personal
En 1980, se divorció de su primer marido y fue más tolerante.
Bryant también comentó sobre sus puntos de vista antigay y dijo: "Cuando se trata de los gays, la Iglesia necesita ser más amorosa, incondicional y dispuesta a ver a estas personas como seres humanos, a ayudarlos y tratar de comprenderlos... Me inclino más a aconsejar ser tolerante, pero simplemente no alardear y no intentes legalizarlo. Estoy convencido de que a largo plazo Dios me defenderá. He abandonado a los fundamentalistas, que se han vuelto tan legalistas y tienen una lectura tan literal de la Biblia."[cita requerida]
Era miembro de Victory Church en Warr Acres (Oklahoma), una iglesia evangélica no denominacional.

## En la cultura popular
La imagen de Bryant ha sido utilizada en memes en Facebook y Twitter bajo el nombre de Señora Católica. En dichos memes, se le ve a menudo criticando posturas liberales clasificándolas como "pecado", aunque en realidad se le considera más como sátira que como crítica. Es popular entre usuarios de internet de América Latina. Sin embargo, la Señora Católica no ha estado exenta de controversia. El director del Instituto Costarricense de Teología Pastoral, Mauricio Víquez (luego prófugo de la justicia de Costa Rica por varias acusaciones de abuso y violación de menores) afirmó que los perfiles parodia de este personaje, son "fuertes y grotescos", además de que los acusó de manejar las cuentas "con tonos irónicos y burlescos hacia la religión católica".

## Discografía
- Paper Roses
- The Wedding
- In My Little Corner of the World
- In the Chapel, in the Moonlight
- Moon River
- My Heart Cries For You
- Till there was You